# Дуб (Черна гора)
Дуб (на сръбски: Дуб) е село в Черна гора, разположено в община Котор. Населението му според преброяването през 2011 г. е 302 души.

## Население
Численост на населението според преброяванията през годините:
- 1948 – 185 души
- 1953 – 168 души
- 1961 – 193 души
- 1971 – 154 души
- 1981 – 152 души
- 1991 – 205 души
- 2003 – 248 души
- 2011 – 302 души